# Gianni Melilla
Generoso Melilla detto Gianni (Pescara, 30 ottobre 1954) è un ex politico italiano.

## Biografia
Laureato in Filosofia con lode all'Università degli Studi "Gabriele D'Annunzio", è stato amministratore delegato della "Eurobic Abruzzo e Molise SpA". È iscritto all'ordine dei giornalisti pubblicisti dal 1990, ha promosso e diretto varie riviste sindacali e regionali. È stato docente di relazioni internazionali al Master di cooperazione internazionale allo sviluppo dell'Università "D'Annunzio" di Pescara-Chieti. Attivamente impegnato nel settore della cooperazione internazionale allo sviluppo, in particolare in Africa subsahariana, ha promosso e gestito decine di progetti con Enti Locali, Associazioni e ONG. È stato presidente del comitato della cooperazione allo sviluppo della Regione Abruzzo dal 2005 al 2009. Nel 2004 ha promosso e, fino al 2013, ha presieduto la Istituzione comunale per la Cooperazione Internazionale di Pescara. Ha pubblicato "Nella mia CGIL" 2005 Edizioni Textus, "In Africa, esperienze di cooperazione internazionale" 2015 Edizioni Tracce.

### Attività sindacale
È stato dirigente sindacale: dapprima, dal 1978 al 1980, ha ricoperto l'incarico di segretario della Camera del Lavoro di Sulmona; successivamente, dal 1980 al 1983, è stato segretario provinciale della CGIL della provincia dell'Aquila ed infine, dal 1984 al 1992, ha guidato la CGIL abruzzese. È stato componente del Direttivo Nazionale della CGIL.

### Attività politica
Da giovanissimo è stato impegnato nel movimento studentesco e ha militato nel "Manifesto", e poi nel PCI. Quando il PCI è stato sciolto, ha aderito al PDS (di cui è stato segretario provinciale di Pescara dal '94 al '96) e ai DS (di cui fu segretario regionale dal '97 al 2000).Ha fatto parte della Direzione Nazionale dei DS.
Nel 1992 è stato eletto deputato nell'XI Legislatura;  nel 1995 è eletto consigliere regionale dell'Abruzzo ed è rieletto nel 2000 e nel 2005; dal 1995 al 1997 fu eletto Presidente del Consiglio regionale dell'Abruzzo. Fu Presidente della commissione Bilancio del Consiglio Regionale abruzzese dal 1997 al 2000 e della Commissione Statuto dal 2005 al 2008. È stato Presidente del Gruppo DS dal 2000 al 2005. Nel 1998 è il candidato sindaco di Pescara per la coalizione di centrosinistra, sconfitto al primo turno dal sindaco uscente Carlo Pace. Dal 2003 al 2008 è Presidente del Consiglio Comunale sempre della città adriatica.
Al congresso dei DS del 2007 aderisce alla mozione "A sinistra. Per il socialismo europeo" di Fabio Mussi e successivamente al nuovo movimento Sinistra Democratica ricoprendo il ruolo di segretario regionale dell'Abruzzo.
Nel 2010, con Sinistra Democratica, confluisce nel partito Sinistra Ecologia Libertà ricoprendo in Abruzzo il ruolo di coordinatore regionale fino al 2014.
Alle elezioni politiche del 2013 è candidato nelle liste di SEL e rieletto deputato, a distanza di vent'anni dalla precedente esperienza legislativa. È componente della commissione Bilancio e della Giunta del Regolamento della Camera dei Deputati, nel novembre 2014 è eletto Segretario della Camera dei deputati in quota SEL, e fa parte dell'Ufficio di Presidenza della Camera.
In seguito allo scioglimento di SEL, Melilla decide di non aderire a Sinistra Italiana.
Il 6 marzo 2017 lascia il gruppo di Sinistra Italiana e aderisce al Movimento Democratico e Progressista. Lo stesso giorno si dimette dall'Ufficio di Presidenza della Camera.
Ha lasciato ogni incarico istituzionale e politico dal 2018.
È presidente dal 2022 dell'Associazione Scuola Cultura ed Arte di Pescara. 
Fa parte dell'Associazione ONG  "Dalla Parte degli ultimi" che opera prevalentemente in Burundi.